# قالماق-آشوف (شهرستان کمین)
قالماق-آشوف (به لاتین: Kalmak-Ashuu) یک منطقهٔ مسکونی در قرقیزستان است که در شهرستان کمین واقع شده‌است. قالماق-آشوف ۶۴۰ نفر جمعیت دارد و ۱٬۵۳۰ متر بالاتر از سطح دریا واقع شده‌است.